# Cynanchum caudigerum
Cynanchum caudigerum är en oleanderväxtart som beskrevs av R. Holm. Cynanchum caudigerum ingår i släktet Cynanchum och familjen oleanderväxter. Inga underarter finns listade i Catalogue of Life.